# Пончартрейн
Пончартрейн (на английски: Lake Pontchartrain) е голямо езеро в Югоизточна Луизиана, САЩ с площ от 1631 км2 и средна дълбочина от 3 до 5 м.
Индианското име на езерото е Окуа-та („широка вода“). През 1699 г. френският изследовател и един от основателите на Луизиана Пиер Ле Мойн д’Ибервил, преименува езерото на „Поншартрен“ по името на Луи Фелипо̀, граф Поншартрен (на френски: Louis II Phélypeaux de Pontchartrain), тогавашния френски министър на флотата.
Над езерото е построен мост-дъга, като пътят минава по два успоредни моста. С дължината си от 38,42 км мостът е втори по дължина в света през водно пространство и шести по дължина изобщо.